# Capirotada
 (juillet 2019).
Si vous disposez d'ouvrages ou d'articles de référence ou si vous connaissez des sites web de qualité traitant du thème abordé ici, merci de compléter l'article en donnant les références utiles à sa vérifiabilité et en les liant à la section « Notes et références ».

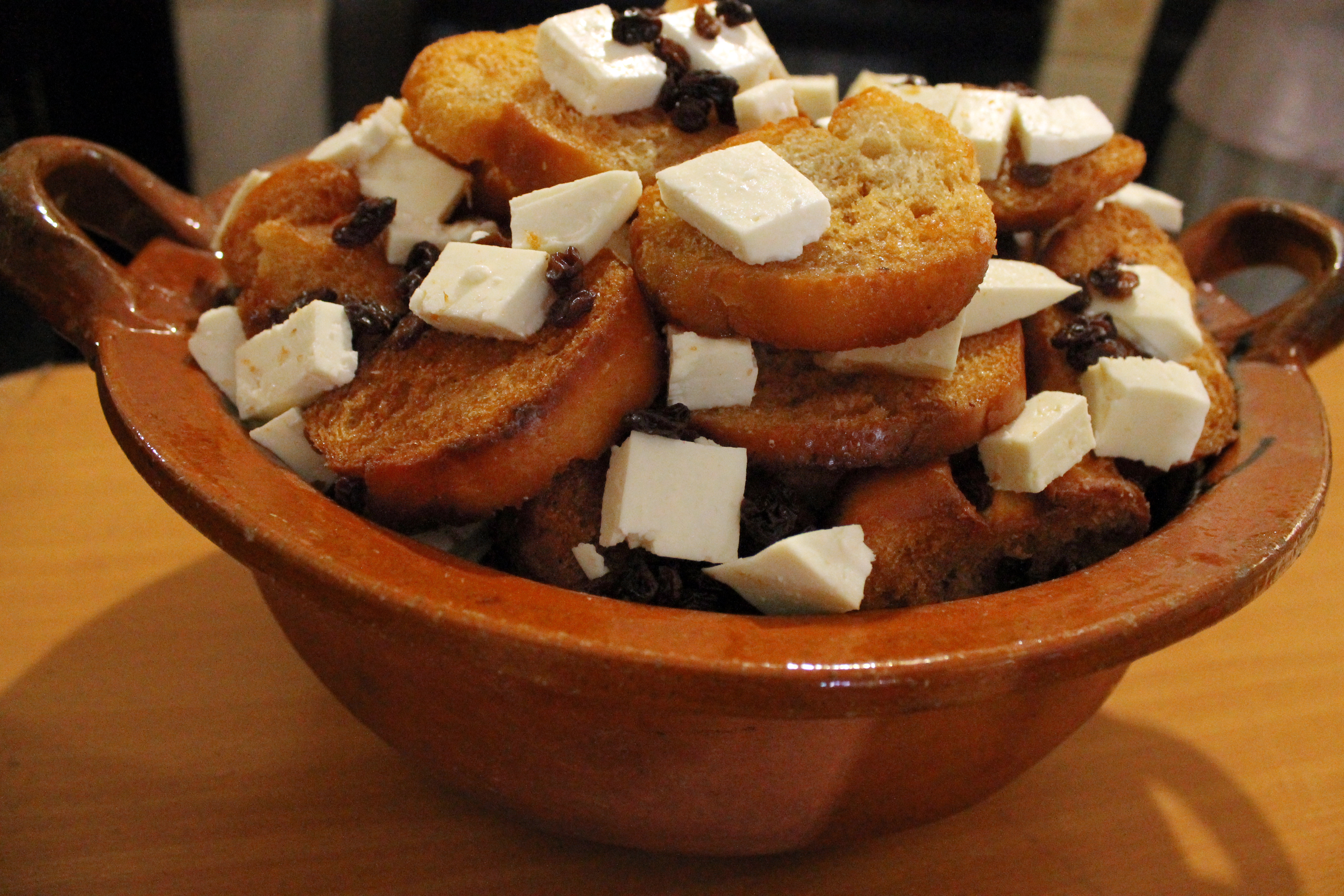
Plat de capirotada.

La capirotada (prononciation espagnole : [kapiɾoˈtaða]), anciennement connue sous le nom de capirotada de vigilia, est un aliment traditionnel mexicain semblable au pudding au pain qui est habituellement consommé pendant le carême (comida de cuaresma). C'est l'un des plats servis le Vendredi saint.

## Description
Il existe diverses préparations du plat. Il est généralement composé de bolillo grillé (semblable à la baguette française) et trempé dans un sirop chaud composé des ingrédients suivants : sucre de canne entier, appelé piloncillo ; clou de girofle et bâtons de cannelle. Parmi les ingrédients typiques figurent les noix, les graines et les fruits séchés (et parfois frais), parmi lesquels: les pommes, les dattes, les raisins secs, les abricots, les arachides, les noix de pécan, les amandes, les pignons et les noix. De plus, du fromage vieilli est ajouté, ce qui pourrait expliquer pourquoi certaines recettes demandent à utiliser du lait. Beaucoup de recettes de capirotada ne contiennent aucune viande. D'autres recettes incluent la viande en couche. Les ingrédients sont en grande partie les mêmes que ceux utilisés pendant les années 1640 pour faire du pain et des gâteaux. Ces ingrédients et recettes ont été enregistrés par le Bureau sacré de l'Inquisition et conservés à ce jour dans les archives.[réf. nécessaire]
Les ingrédients de base portent un riche symbolisme dans la Passion du Christ, et le plat est considéré par de nombreuses familles mexicaines comme un rappel de la souffrance du Christ le Vendredi saint[réf. nécessaire]. Le pain représente le corps du Christ, le sirop est son sang, les clous de girofle sont les clous de la croix et les bâtons de cannelle entiers sont le bois de la croix. Le fromage fondu représente le Saint Suaire[citation nécessaire].